# Bergelenia
De bergelenia (Elaenia frantzii) is een zangvogel uit de familie Tyrannidae (tirannen). Deze vogel is genoemd naar zijn ontdekker, de Duitse natuuronderzoeker Alexander von Frantzius (1821-1877).

## Verspreiding en leefgebied
Deze soort komt voor van Guatemala tot Colombia en Venezuela en telt vier ondersoorten:
- E. f. ultima: Guatemala, El Salvador en Honduras.
- E. f. frantzii: Nicaragua, Costa Rica en westelijk Panama.
- E. f. browni: noordelijk Colombia en noordwestelijk Venezuela.
- E. f. pudica: oostelijk Colombia en westelijk Venezuela.